# Leptocoma calcostetha
El suimanga de Macklot (Leptocoma calcostetha) es una especie de ave paseriforme de la familia Nectariniidae propia las zonas costeras del sudeste asiático.

## Distribución y hábitat
Se encuentra en los manglares y bosques costeros tropicales del sur de Indochina, la península malaya, Sumatra, Borneo, Java, Palawan e islas menores circundantes.